# Bahía de Delaware
La bahía de Delaware es una ensenada del océano Atlántico. Forma parte de los límites estatales entre Nueva Jersey y Delaware, extendiéndose al sureste por 84 km desde la intersección del río Delaware con el arroyo Alloway hasta su acceso entre los cabos May y Henlopen. 

## Características
Está bordeada por bajíos pantanosos, siendo un importante vínculo en el Canal Intracostero del Atlántico. Forma parte de la red hemisférica de reservas para aves playeras como sitio de categoría hemisférico. Fue el primer sitio designado por WHSRN (Western Hemisphere Shorebird Reserve Network) en 1986.

## Nombre
Junto con el río Delaware y el estado de Delaware, la bahía fue nombrada en honor a Thomas West, barón De La Warr.